# Schloss Luisenruh

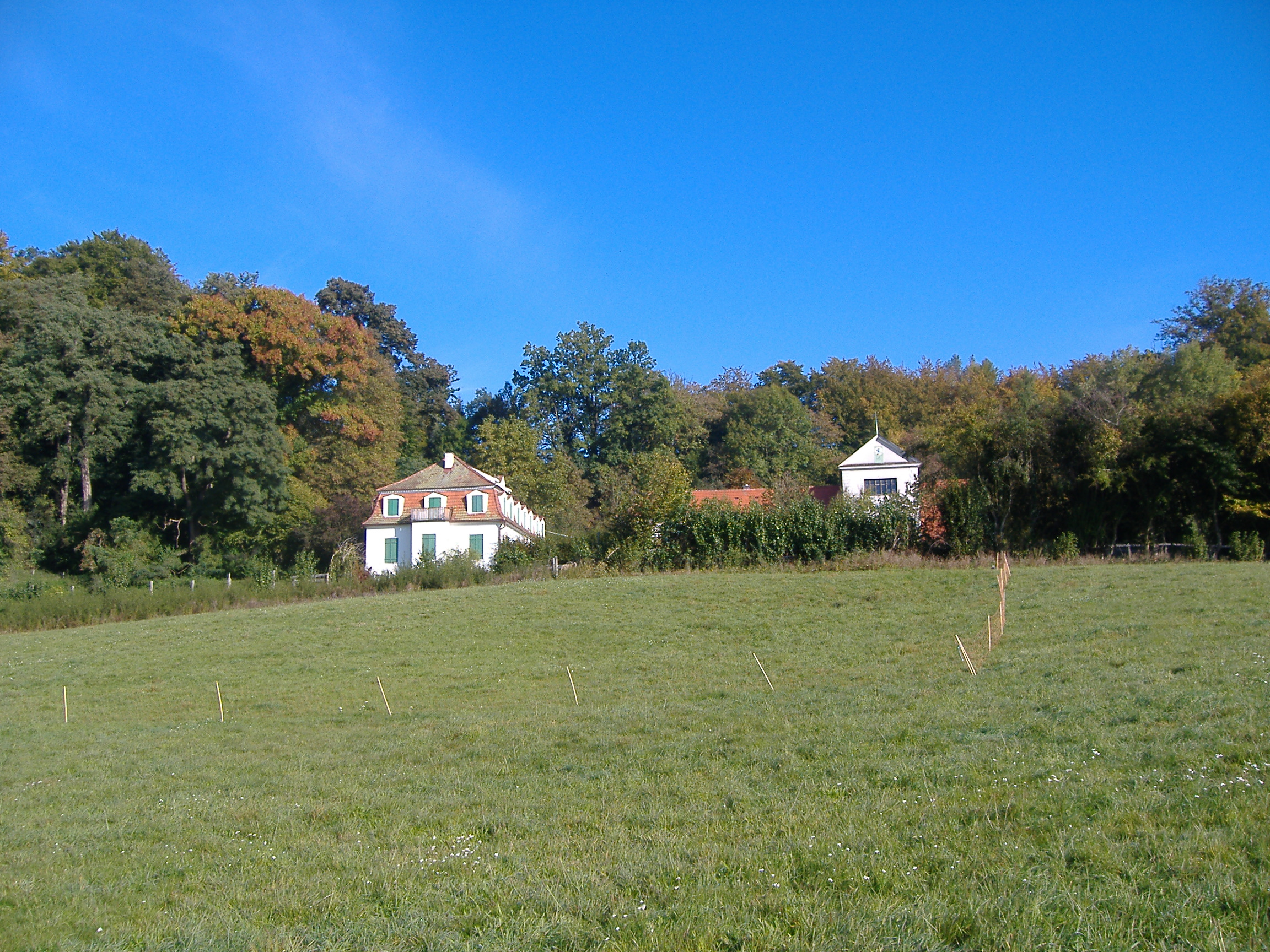
Südansicht des Schlösschens, rechts Ökonomiegebäude

Schloss Luisenruh (Louisenruh) ist ein zweigeschossiges Bauwerk mit einem französischen Mansardwalmdach. Es liegt in der Gemeinde Aystetten mit Blick auf Schloss Aystetten. Das Schloss ist heute im Besitz eines Unternehmers und dient diesem als Wohn- und Arbeitssitz. Es ist nicht der Öffentlichkeit zugänglich. Die Schlossanlage stellt einen eigenen Gemeindeteil der Gemeinde Aystetten dar.

## Geschichte
Auf der Wiese Zu den drei Pappeln bei Aystetten errichtete Sebastian Andreas Balthasar von Hößlin (1759–1845), späterer Baudirektor der Stadt Augsburg – kurz nach seiner Heirat mit Louise Freiin von Schnurbein am 18. Juni 1792 – ein stattliches Sommerhaus. Zuvor befand sich auf dem Grundstück eine kleine Schutzhütte aus Holz, die vermodert in sich zusammenfiel. Fortan diente das Schlösschen, benannt nach der jungen Ehefrau des adeligen Bauherrn, als vielgeliebter Ferientreffpunkt derer von Hößlin. Im Laufe der Jahre legte der Schlossherr, dessen Frau fünf Jahre nach der Hochzeit verstarb, einen kleinen Park an, der in den nahegelegenen Wald überging. Direkt neben dem Schloss und imposanter als dieses wurde ein Ökonomiegebäude errichtet, „das der Baumeister mit großem Portal, Eckquaderung und Giebelfeld zu einem regelrechten Agrarschloss machte“.

„Der anspruchsvollen architektonischen Form folgten bald neue, teils gewagte ökonomische Experimente. Aus Ulm wurden 1793 eigenes Tirkisch Korn (Mais) und Welsche Samen (Buchweizen) bezogen und nach 1800 befasste sich Sebastian zusammen mit seiner Tochter Louise mit der Zucht von Seidenraupen. Die Familie wusste aber noch mehr wirtschaftliche Vorteile zu nutzen. Seit 1808 betrieb von Hößlin in Louisenruh eine Steingut-Fabrik mit einem großen Brennofen nach englischer Bauart (einem sogenannten Wedgewood-Ofen), die 1810 um eine Ziegelei erweitert wurde. Die Steinguth-Fabrique Louisenruh gehört in ihrer arbeitsteiligen Struktur zu den frühesten Beispielen einer industriellen Fertigung in Bayern.“

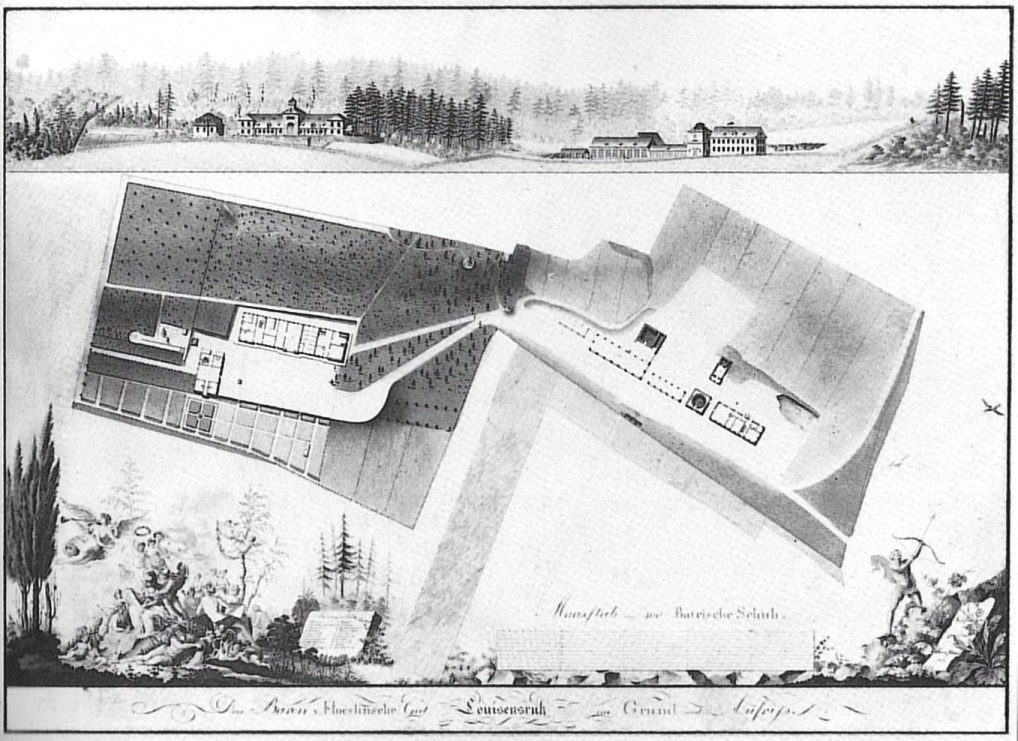
Grundriss von Schloss und Manufaktur Louisenruh (rechts) von G. Haevel, 1813

Einen gesellschaftlichen Höhepunkt erlebte das Landschlösschen zu Beginn des 19. Jahrhunderts. Hortense de Beauharnais lebte fünf Jahre lang in Augsburg. Während dieser Zeit besuchte sie zusammen mit ihrem Sohn Louis Napoleon, dem späteren Kaiser Napoleon III., mehrmals Louisenruh: „In den Erinnerungen der Familie Hößlin ranken sich noch heute um die Aufenthalte des jungen Louis Napoleon Geschichten und Geschichten: Mal warf der vornehme Herr mit einem Apfel eine Fensterscheibe ein, mal zitterte er vor schaurig erzählten Gespenstergeschichten“.
Im Schlösschen befindet sich noch viel zeitgenössisches Meublement aus Tischen, halbhohen Vitrinen, Kommoden und Betten.

## Umfangreiche Restauration (2015–2020)
Über die letzten Jahrzehnte wurden die Zimmer des Schlosses einzeln an Personen vermietet. Insbesondere Schausteller und Künstler nutzten die Räumlichkeiten. Im Gebäude befand sich keine Heizung, und es standen nur sehr beschränkt sanitäre Anlagen zur Verfügung. Der Zustand des Schlosses verschlechterte sich im Laufe der Jahre immer weiter.
Im zweiten Jahrzehnt des 21. Jahrhunderts wurde das Schloss von einem Unternehmer erworben. Er ließ ab 2015 umfangreiche Restaurations Maßnahmen durchführen. Ziel war es, den historischen Zustand des Schlosses von 1813 wiederherzustellen. Neben umfangreichen Arbeiten im Innenraum des Haupt- sowie des Ökonomiegebäudes wurde der nicht mehr vorhandene rechte Flügel des Hauptgebäudes komplett neu errichtet. Außerdem wurde eine größere Parkanlage nach historischem Vorbild angelegt.
Die Restauration wurde mit 100.000 € von der Stiftung Denkmalschutz und Lotto Bayern gefördert.
Der Eigentümer des Schlosses erhielt 2022 den Schwäbischen Denkmalpreis für die Sanierung und den Umbau des Schlosses.